# Lista de deputados estaduais do Acre da 2.ª legislatura
Esta é a lista de deputados estaduais do Acre para a legislatura 1967–1971. Nas eleições, foram eleitos 15 deputados.

## Composição das bancadas
| Partido | Líder           | Bancada | Posição  |
| ------- | --------------- | ------- | -------- |
| ARENA   | Eloy Abud       | 9 / 15  | Governo  |
| MDB     | Guilherme Zaire | 6 / 15  | Oposição |

## Deputados Estaduais
| Número | Deputados estaduais eleitos     | Partido | Votação | Percentual | Cidade onde nasceu | Unidade federativa |
| 11101  | Eloy Abud                       | ARENA   | 1.442   | 7,09%      | Rio Branco         | Acre               |
| 11800  | Francisco Aloísio Queiroz       | ARENA   | 950     | 4,67%      | Manaus             | Amazonas           |
| 11333  | Darci Fontenele de Castro       | ARENA   | 932     | 4,58%      | Viçosa do Ceará    | Ceará              |
| 11121  | Cláudio Perez Nobre             | ARENA   | 891     | 4,38%      | Rio Branco         | Acre               |
| 11010  | Wildy Viana                     | ARENA   | 865     | 4,25%      | Brasileia          | Acre               |
| 11411  | Carlos Alberto Simão Antônio    | ARENA   | 859     | 4,22%      | Cruzeiro do Sul    | Acre               |
| 15023  | Geraldo Roque Angelim de Farias | MDB     | 776     | 3,81%      | Sena Madureira     | Acre               |
| 15010  | Raimundo Hermínio de Melo       | MDB     | 662     | 3,25%      | Rio Branco         | Acre               |
| 11911  | Agnaldo Moreno da Silva         | ARENA   | 623     | 3,06%      | Tarauacá           | Acre               |
| 15150  | Edison Cadaxo                   | MDB     | 599     | 2,94%      | Boca do Acre       | Amazonas           |
| 15369  | Nabor Júnior                    | MDB     | 581     | 2,85%      | Tarauacá           | Acre               |
| 11777  | Joaquim Lopes da Cruz           | ARENA   | 556     | 2,73%      | Xapuri             | Acre               |
| 15888  | Geraldo Fleming                 | MDB     | 521     | 2,56%      | Campanha           | Minas Gerais       |
| 11199  | Francisco Fernandes de Melo     | ARENA   | 515     | 2,53%      | Feijó              | Acre               |
| 15900  | Guilherme Zaire                 | MDB     | 488     | 2,39%      | Rio Branco         | Acre               |